# Kostel svatého Martina a svatého Cyrila a Metoděje
Kostel svatého Martina a svatého Cyrila a Metoděje je římskokatolický chrám v Násedlovicích v okrese Hodonín. Je filiálním kostelem farnosti Žarošice a je chráněn jako kulturní památka.
Projekt na kostel v Násedlovicích vypracoval již v roce 1887 lichtenštejnský architekt Johann Heidrich, k jeho realizaci ale nedošlo. Chrám byl na severním okraji vsi postaven v letech 1927–1928, autorem projektu moderně puristického kostela je architekt Antonín Mendl, rodák z nedalekých Ždánic. Jedná se o jednolodní sálovou stavbu obdélného půdorysu s podélnou osou severozápad–jihovýchod. Stavba je zakončena hladce zasazeným půlkruhovým závěrem kněžiště, u kterého se nachází čtyřboká sakristie. Jihovýchodní uliční průčelí je doplněno v ose stavby rizalitem s hlavním vstupem a předsíní. Jižně od vstupu se nalézá samostatně stojící hranolová zvonice, která je s kostelem spojena krytou chodbou vedoucí přes můstek na kruchtu. Zvon z roku 1837 ulil Karl Stecher z Brna a dříve se nacházel v obecní zvonici (nyní kaple svatého Václava).
Sál kostela má rovný trámový strop, původně vyzdobený malbami Jano Köhlera, které byly při pozdějších úpravách odstraněny. Dřevěnou výzdobu oltáře, sestávající ze sousoší Proměnění Páně na hoře Tábor, dvojice reliéfních výjevů ze života svatého Martina a reliéfu Poslední večeře na obětním stole, vyřezal po roce 1957 Jan Florian.